# Neptun (missil)
 For alternative betydninger, se Neptun. (Se også artikler, som begynder med Neptun)
P-360 Neptun (ukrainsk: Р-360 «Нептун») er et sømålsmissil (krydsermissil) udviklet af den ukrainske våbenproducent Luch Design Bureau.
Neptunmissilet er udviklet på grundlag af det sovjetiske sømålsmissil Kh-35 og har væsentlig forbedret rækkevidde og elektronik. Systemet er udviklet til nedkæmpelse af overfladeskibe.
Våbensystemet blev taget i tjeneste af Ukraines flåde i marts 2021.

## Udvikling
Missilet blev første gang præsenteret i 2015 på udstillingen "Weapons and Security" i Kyiv.
Produktionen blev igangsat i foråret 2016 og sker i et samarbejde mellem de ukrainske virksomheder Artem Luch GAhK, Kharkiv Statslige Luftfartsproduktionsvirksomhed (Харківське державне авіаційне виробниче підприємство), Motor Sich, Pivdenne YuMZ PivdenMash, Lviv LORTA, Vyshneve ZhMZ Vizar Kiev m.fl.
De første tests blev udført i 2016, og efter yderligere tests blev leveringer til militæret begyndt i december 2019.
Efter USA og Rusland opsagde traktaten om begrænsningen af mellemdistance nukleare våben, meddelte Ukraine, at landet overvejede udviklingen af mellemdistance krydsermissiler. Analytikere vurderede, at en variant af Neptun kunne udfylde denne rolle.
Ukraine har indgået et forståelsespapir med Indonesien om indgåelsen af en kontrakt om levering af systemet. Oplysningen om aftalen blev offentliggjort i december 2020, og Indonesien kan derfor blive systemets første eksportkunde .
De første leverancer til Ukraines flåde fandt sted i marts 2021.

## Konstruktion
Våbensystemet består af et lastvognsbaseret affyringsmodul, fire missiler, en transport- og lademekanisme, et kontrolkøretøj og et særskilt transportkøretøj. Systemet kan benyttes op til 25 km fra kysten.
Neptun-missilet indholder en raketmotor og er i alt 5,05 m langt. Systemet har en rækkevidde på op til 300 km. Missilet vejer 870 kg, hvoraf 150 kg er sprænghovedet.

## Anvendelse
Den 13. april 2022, under den russisk-ukrainske krig, oplyste ukrainske kilder, at den russiske krydser og flagskib i den russiske Sortehavsflåde Moskva var blevet ramt af to Neptun missiler, hvorved skibets ammunitionsdepoter eksploderede. Krydseren sank efterfølgende. Det russiske forsvarsministerium oplyste efterfølgende, at der var opstået brand om bord på krydseren, og at denne herefter sank på grund af en storm i området. Det russiske forsvarsministerium har ikke pr. 15. april 2022 oplyst årsagen til, at der opstod brand på krydseren.